# Plandogau
Plandogau és un poble del terme municipal d'Oliola, a la Noguera. El 2019 tenia 47 habitants.
Està situat damunt d'un turó accessible per una carretera local d'un quilòmetre i mig cap a ponent que surt de prop del punt quilomètric 27 de la carretera L-313, dos quilòmetres al nord de Cabanabona. És al sector de més a llevant del terme municipal, a tres quilòmetres en línia recta a l'est-sud-est del cap de municipi, amb el qual es comunica directament a través d'una pista rural asfaltada. L'església parroquial està dedicada a Santa Maria.
Fou municipi independent fins a meitat del segle xix quan fou integrat a Oliola.